# Niklas Stark
Niklas Stark (Neustadt an der Aisch, 14 april 1995) is een Duits voetballer die doorgaans speelt als centrale verdediger. In juli 2022 verruilde hij Hertha BSC voor Werder Bremen. Stark debuteerde in 2019 in het Duits voetbalelftal.

## Clubcarrière
Stark werd op zijn negende opgenomen in de jeugdopleiding van 1. FC Nürnberg. Hij debuteerde op 27 april 2013 in het eerste elftal tijdens een wedstrijd in de Bundesliga tegen 1899 Hoffenheim. Hij verving in de rust de geblesseerde Markus Feulner. Nog geen kwartier later maakte toenmalig Hoffenheim-doelman Koen Casteels een overtreding op hem die een strafschop opleverde. Ondanks dat Timmy Simons deze penalty benutte, kon Nürnberg niet winnen bij Starks debuut. Hij begon de eerste vier wedstrijden van het seizoen 2013/14 als basisspeler. Stark speelde tot en met augustus 2015 meer dan vijftig competitiewedstrijden voor Nürnberg, waarvan die vanaf het seizoen 2014/15 in de 2. Bundesliga.
Stark tekende in augustus 2015 een contract tot medio 2019 bij Hertha BSC, de nummer vijftien van de Bundesliga in het voorgaande seizoen. Die club betaalde circa drie miljoen euro voor hem aan FC Nürnberg. Stark groeide in zijn eerste seizoen na de winterstop uit tot basisspeler bij Hertha. Hij maakte op 11 maart 2016 zijn eerste doelpunt in de Bundesliga. Hij zorgde toen voor de 2–0 in een met diezelfde cijfers gewonnen wedstrijd thuis tegen Schalke 04. Dankzij een zevende plaats in de eindstand van het seizoen 2015/16, mocht hij het jaar daarna voor het eerst aantreden in de voorronden van de Europa League. Weer een seizoen later kwalificeerden Hertha en hij zich via de zesde plaats in de Bundesliga rechtstreeks voor de groepsfase van dit toernooi. Stark speelde in september 2019 zijn honderdste competitiewedstrijd voor Hertha. Medio 2022 verliep de verbintenis van de centrumverdediger bij de Berlijnse club, waarop hij voor vier seizoenen bij Werder Bremen tekende.

## Interlandcarrière
Stark maakte deel uit van alle Duitse nationale jeugdelftallen van Duitsland –17 tot en met Duitsland –21. Hij nam met Duitsland –17 deel aan het EK –17 van 2012, waarop hij één keer inviel. Stark was basisspeler in en aanvoerder van het Duitsland –19 dat het EK –19 van 2014 won. Hij scoorde dat toernooi in een groepswedstrijd tegen Servië –19. Stark behoorde ook tot de selectie van Duitsland –20 op het WK –20 van 2015 en won met Duitsland –21 het EK –21 van 2017.
Stark debuteerde op 19 november 2019 in het Duits voetbalelftal, in een met 6–1 gewonnen kwalificatiewedstrijd voor het EK 2020 tegen Noord-Ierland. Hij kwam toen in de vijfenzestigste minuut in het veld als vervanger voor Lukas Klostermann.
| Interlands van Niklas Stark voor Duitsland | Interlands van Niklas Stark voor Duitsland | Interlands van Niklas Stark voor Duitsland | Interlands van Niklas Stark voor Duitsland | Interlands van Niklas Stark voor Duitsland | Interlands van Niklas Stark voor Duitsland | Interlands van Niklas Stark voor Duitsland |
| №                                          | Datum                                      | Wedstrijd                                  | Uitslag                                    | Soort wedstrijd                            | Doelpunten                                 |                                            |
| Als speler bij Hertha BSC                  | Als speler bij Hertha BSC                  | Als speler bij Hertha BSC                  | Als speler bij Hertha BSC                  | Als speler bij Hertha BSC                  | Als speler bij Hertha BSC                  | Als speler bij Hertha BSC                  |
| ------------------------------------------ | ------------------------------------------ | ------------------------------------------ | ------------------------------------------ | ------------------------------------------ | ------------------------------------------ | ------------------------------------------ |
| 1                                          | 19 november 2019                           | Duitsland – Noord-Ierland                  | 6 – 1                                      | EK 2020 kwalificatie                       |                                            |                                            |
| 2                                          | 7 oktober 2020                             | Duitsland – Turkije                        | 3 – 3                                      | Vriendschappelijk                          |                                            |                                            |

Bijgewerkt op 6 september 2023.

## Erelijst
| Competitie                 |               |               |               |               |
| Competitie                 | Aantal        | Jaren         |               |               |
| Duitsland –19              | Duitsland –19 | Duitsland –19 | Duitsland –19 | Duitsland –19 |
| -------------------------- | ------------- | ------------- | ------------- | ------------- |
| Europees kampioenschap –19 | 1             | 2014          |               |               |
| Duitsland –21              |               |               |               |               |
| Europees kampioenschap –21 | 1             | 2017          |               |               |